# Sanzen
Sanzen (japanisch 参禅) bedeutet, einen Zen-Meister zur Unterweisung aufzusuchen. In der Rinzai-Schule hat der Begriff die gleiche Bedeutung wie Dokusan, das ein privates Gespräch zwischen Schüler und Meister ist, bei dem es oft um das Verständnis eines zugewiesenen Koan geht. Wenn der Meister eine Glocke läutet, um den Schüler zu entlassen, bedeutet dies, dass das Verständnis des Schülers nicht richtig ist und dass die Arbeit mit dem Koan fortgesetzt werden muss. Normalerweise wird es zweimal täglich in einem Kloster abgehalten, jedoch kann es während eines einwöchigen Sesshins bis zu viermal täglich stattfinden.